# 弗瓦迪斯瓦沃沃
弗瓦迪斯瓦沃沃（波蘭語：Władysławowo）是位於波羅的海南岸，東波美拉尼亞，波蘭北部的城市。2009年，有人口15,015人。弗瓦迪斯瓦沃沃是海濱度假勝地。自1999年起，弗瓦迪斯瓦沃沃屬波美拉尼亞省。在1975-1998年期間，弗瓦迪斯瓦沃沃屬格但斯克省。波蘭的最北點就位於弗瓦迪斯瓦沃沃附近。2000年12月，波蘭對其國土最北點進行了重新測量。

## 外部連結
- Town website （页面存档备份，存于）
- Władysławowo （页面存档备份，存于）
- Ostrowo （页面存档备份，存于）
- Wladek （页面存档备份，存于）

54°48′N 18°24′E / 54.800°N 18.400°E